# Håvaån
Håvaån rinner ur Stor-Hamrasjön i Ljusdals kommun i Gävleborgs län, i Orsa finnmark i landskapet Dalarna. Håvaån rinner ut i Voxnan åter i Ljusdals kommun efter att i större delen ha passerat igenom Rättviks kommun, Dalarnas län, i Håvenkilen i Ore finnmark, i landskapet Dalarna och sedan alltså åter vidare in i Ljusdals kommun, då i landskapet Hälsingland och i Ovanåkers finnmark.
Håvaån ingår i en (sjö)bifurkation, en förbindelse mellan två storälvar, som utgår från sjön Snotten i Ore finnmark, som avrinner åt två skilda håll, både söderut och norrut, söderut till Ore älv-Österdalälven-Dalälven och havet via sjön Stor-Ejen och Stråån och norrut till Voxnan-Ljusnan och havet via sjön Storhåven och Håvaån. Snotten ligger 291 m ö.h., Stor-Ejen 288 m ö.h. och Storhåven 287 m ö.h. (1920). (Höjdmåtten har till nutid ökat med ca en meter till följd av landhöjningen efter inlandsisens avsmältning.)
Landet mellan sjön och utloppen ur Snotten ned till Dalälvens och Ljusnans utlopp i havet är alltså en stor vattenomgiven ö mot havet.
Håvaån har varit känd för sin rikliga förekomst av flodpärlmussla, under 1500-talets mitt hade ån namn om sig att vara det mest musselrika vatten, som fanns i landet. Boende från byn Håven har i tidigare år plockat av musslorna och i dem funnit dyrbara pärlor, som sålts många till svenska hovet.